# ドコモ・アニメストア
株式会社ドコモ・アニメストア（英: DOCOMO ANIME STORE inc,）は、アニメ専門のビデオ・オン・デマンド・サービス「dアニメストア」（ディーアニメストア）の運営を行う日本の企業。現在は13期目で12期の決算は前期比で増収減益。

## 概要
NTTドコモがKADOKAWAとの戦略提携により、両社の出資で2012年5月に設立された。同年の7月にdマーケットの「アニメストア」（後のdアニメストア）の運用を開始した。2013年頃からテレビアニメなどの製作委員会に参加（出資）している。2014年からAnimeJapanに協賛として名を連ねている。

## 事業部
公式サイトによると現状以下の4事業部体制となっている。
- アニメ事業(アニメコンテンツ配信)
- ライツ事業(権利等の管理)
- ブック事業(電子書籍販売)
- EC事業(グッズ等の販売)

dアニメストアのサイト構成に照らし合わせると機能毎に事業部が分れ、付随する権利関係の管理をライツ事業で全て行うといった構成になる。

## dアニメストア
dアニメストアは、NTTドコモとドコモ・アニメストアが運営する、アニメに特化した定額見放題のビデオ・オン・デマンドサービス。
アニメのTV放送は放映地域に制限があることが多いが、dアニメストアは日本国中のどこからでも、インターネット経由でスマートフォンやパソコンなどから様々なアニメを鑑賞することができる。
ストリーミング再生の他にダウンロード再生にも対応しており、予めダウンロードすることで再生時にインターネット環境がなくてもアニメを再生することができる。
当初は、アニメの右上もしくは右下に消すことのできないアニメストアのロゴ（ウォーターマーク）が挿入されていたが、2022年7月前後からロゴの挿入されない作品が増えている。
2017年8月現在、会員のメイン層は20代から30代で、男女比は6:4である。

### 沿革
2012年7月3日にdマーケット内の「アニメストア」としてサービスを開始。
2013年1月30日に他のdマーケット内サービスと名称の統一のため「dアニメストア」へ名称を変更。
2014年4月1日にキャリアフリー化によって、ドコモの回線契約者でなくても視聴可能となった。
2015年7月26日には会員数が200万人を突破した 。
2016年3月23日にアニメイトと連携したアニメ関連グッズ販売を開始。また、「アニソン」の配信を開始した。
2024年1月にKDDIからNTTドコモへ「Dアニメ」「dアニメストア」商標を移転（譲渡）された。
2024年10月　　グッズ販売が初期と同様に外部サイトでの販売に変更された。記載時点で特定サイトとの提携ではなく、今後の提携に関する公式情報も発表されていない。

### 視聴方法
視聴にはdアカウントの取得、dアニメストアへの入会、PCの場合はWEBブラウザ、スマートフォンの場合は専用アプリのダウンロードが必要であるが、dアニメストアから全て実施可能である。ドコモの回線契約者でない場合は、利用料金の支払い手段はクレジットカードのみとなる。初回無料期間は入会法によって異なる。

### 料金形態
定額制でコンテンツをいくつでも視聴することができる。
ただし、月の途中で解約した場合、当月分がかかる。
- ブラウザ入会　月額550円(税込)[13]　初回7日無料　(終了日の定めがないキャンペーン31日無料)[14]
- アプリ入会　月額650円(税込)[13]　　初回14日無料[14]

### 主要なサービス

#### アニメ
前述の月額料金で利用できるアニメ動画配信サービス。
定額制アニメ配信サービスとしては日本最大の会員数と作品数を誇る。
アニメ関連の配信コンテンツは約5300作品（2023年2月20日現在）配信しており、アニソンに関しては約180曲（2016年3月23日現在）を配信している。

#### ブック
配信中作品の原作コミックやライトノベルを中心に様々な電子書籍を販売している。

#### グッズ
配信中作品を中心としたEC(オンラインショップ)機能。
2024年10月12日現在、商品リンクをクリックすると販売サイトに遷移する形式になっている。特定の業者との提携ではない為、商品によって販売サイトも異なる。その為利用には各遷移先のサイトで利用登録などが必要。
リリースされた2016年3月23日当初は、アニメイトと連携しており、アニメイトオンラインショップから購入する形式になっていた。
その後、dアニメストのサイト内にEC機能が実装され、購入から支払いまでdアニメストア内で完結するようになった。しかし、2024年08月31日にdアニメストア及び公式X(ツイッター)で2024年10月1日より外部サイトによる購入形式に戻る事が発表された。

### ニコニコ支店
2017年12月1日に、niconicoのサービスであるニコニコチャンネルとして開設。ニコニコ動画の機能であるコメント投稿が可能（ただし一部タイトルにおいては不可に設定されたものも存在する）。
ニコニコ動画ではアニメ配信も行われているが、他の配信サイトが見放題サービスを展開する中、実質的な有料会員であるプレミアム会員ではシステムの仕様上、2020年7月初旬まで見放題に対応しておらず、実質配信タイトルチャンネルの個別購入（パック購入含む）のみであった（限定的ではあるが期間を設けて数話、もしくは全話無料は実施。2020年7月以降はプレミアム限定動画が実装された）。そこでプレミアム会員とは別に、ニコニコチャンネルのチャンネル会員機能を利用する形で常設の見放題に対応した。角川が運営会社として共通していたため、dアニメストアのラインナップを配信する形でニコニコチャンネルに「ニコニコ支店」として開設。
上記のとおり、チャンネル内で配信されている動画の大部分が見放題の仕様である他、個別チャンネルの物よりさらに上の画質を選択することができる。また、チャンネルを利用したニコニコ生放送も部分的一挙放送やテーマ別一挙放送で実施しており、2018年7月16日には「はるかなレシーブ」の公式特番と同時に会員向け放送を初めて行った。以降も、同スタイルの放送を実施している。niconicoのサービス「Nアニメ」との連携も行っている。dアニメストアで同じアニメタイトルでも別バージョンを取り扱っている場合、支店もならって別バージョンを配信することがある。
同じく月額制を採用しているが、大元のdアニメストアとは登録が別として扱っているため、dアニメストア本サイト、ニコニコ支店の両方利用する場合、二重契約を取ることになる。また、ドワンゴ運営元のサービスで取り扱っているため、契約上ニコニコ支店では取り扱っていないタイトルも存在する（2023年11月現在、dアニメストアは約5,500タイトルに対してニコニコ支店は約4,400タイトルとなっている）。
なお、実装当初は個別のニコニコチャンネルで配信されているタイトルのコメントは引き継がない状態であったが、2018年5月17日に引用機能が実装され、同タイトルの別チャンネル動画からコメントを引用表示されるようになった。
2024年6月8日から受けたニコニコサービスへの大規模なサイバー攻撃により、ニコニコチャンネルを含むニコニコサービス全体が利用不能となったことから一旦配信を休止。ニコニコ各種サービス復旧を経て、同年8月30日17時にサービスを再開した。

### dアニメストア for Prime Video
2018年7月2日、同年6月14日に開始したAmazonPrimeのサービスである「Prime Videoチャンネル」内において、dアニメストアのチャンネルを開設することを発表。翌日3日にサービスを開始。利用にはPrime会員費のほか別途月額課金が必要となる。